# Never Back Down (Novastar)
Never Back Down is een nummer van de Nederlands-Belgische singer-songwriter Novastar uit 2004. Het is de eerste single van zijn tweede studioalbum Another Lonely Soul.
Het nummer, dat gaat over een verloren liefde, werd een bescheiden hit in Vlaanderen. In de Vlaamse Ultratop 50 bereikte het de 28e positie. Hoewel het nummer in Nederland slechts de 84e positie behaalde in de Single Top 100, werd het er wel een radiohit.
- MusicBrainz work: e3b77beb-ea26-403b-ba6b-439b733dd4bf